# 貞静学園中学高等学校
貞静学園中学高等学校（ていせいがくえんちゅうがくこうとうがっこう）は、東京都文京区大塚一丁目に所在する私立中学校・高等学校、中高一貫校。開校以来女子校であったが、2011年（平成23年）4月より男女共学となった。

## 高等学校の設置課程
高等学校には下記のコースが設置されている。
- 全日制課程
  - 特別進学コース
  - 幼児教育・保育系進学コース
  - 総合進学コース

## 沿革
- 1930年 - 貞静学園設立
- 1940年 - 貞静学園商業女学校を設立
- 1941年 - 財団法人化、貞静学園女子商業学校に改称
- 1947年 - 学制改革により、貞静学園中学校に改組
- 1948年 - 学制改革により、貞静学園高等学校に改組
- 1951年 - 学校法人に改組
- 2011年 - 共学化

## クラブ活動
中学校段階では必ず所属しなければならない。基本的には中高合同でクラブ活動を行うが、高等学校のみに設置されているクラブ（下記の☆印）も存在する。
| 運動部 - 柔道部 - ソフトテニス部☆ - 体操部 - 卓球部 - ダンス部☆ - テニス部 - バスケットボール部 - バドミントン部 - バレーボール部 - フットサル部 | 文化部 - ESS部 - 演劇部 - 合唱部 - 華道部 - クッキング部 - 茶道部 - 書道部 - 吹奏楽部 - 箏曲部 - 太鼓部 - パソコン部 - 美術部 - ボランティア部 - 理科部☆ |

## 主な卒業生
- 三浦真弓 - 女優
- 伊藤めぐみ - 女優

## 交通
- 東京メトロ丸ノ内線茗荷谷駅 徒歩1分